# Hypnotic Land
Hypnotic Land è un videogioco pubblicato nel 1991 per i computer Amiga e Atari ST e nel 1992 per Atari 8-bit dalla Lindasoft di Monza. 
È un rompicapo d'azione con meccaniche bidimensionali e prospettiva tridimensionale, simile a Klax nell'aspetto, ma con un sistema di gioco originale.
Il prodotto per Amiga e Atari ST si proponeva anche come un aiuto per approfondire il linguaggio BASIC e le tecniche di programmazione di videogiochi, infatti veniva fornito insieme al proprio codice sorgente per AMOS BASIC (Amiga) o STOS BASIC (Atari ST) completamente aperto, incoraggiando l'utente a modificarlo.
Il manuale originale contiene una chiara spiegazione di tutto il sorgente, linea per linea. Era disponibile anche una linea telefonica per chiedere spiegazioni e consigli agli autori del programma.
Il gioco per Amiga e Atari ST è in italiano, ma venne commercializzato anche in Europa, apparentemente solo a basso costo (licenceware) senza manuale del sorgente.
La conversione per Atari 8-bit è una normale pubblicazione non in BASIC, uscita su cartuccia, divenuta un pezzo da collezione molto raro.

## Trama
Nonostante le meccaniche da puro rompicapo, le istruzioni propongono anche una trama introduttiva: il giocatore è incaricato di aiutare i Veghiani nell'estrazione mineraria del Gi-Monio, un materiale indispensabile prodotto sotto forma di palle gommose, ma altre specie aliene ne tenteranno il sabotaggio.

## Modalità di gioco
La schermata di gioco mostra, in prospettiva tridimensionale fissa, un piano in pendenza con quattro corsie. Dallo sfondo escono progressivamente delle palle colorate, di quattro possibili colori, che scendono verso il basso lungo le corsie. A fine corsa ci sono da uno a quattro contenitori di raccolta e l'obiettivo è far arrivare le palle al contenitore del colore corrispondente. Il giocatore controlla un piccolo cursore lampeggiante e lo usa per posizionare delle frecce in grado di deviare le palle in arrivo, facendogli cambiare corsia a destra o a sinistra.
Le corsie sono attraversate da tre strisce orizzontali e su ognuna si può attivare una sola freccia alla volta, regolabile a destra o a sinistra. Se una palla viene spinta da una freccia fuori dall'area di gioco, ricompare dal lato opposto.
Ogni palla mandata al contenitore giusto fa aumentare il punteggio, ogni palla mandata al contenitore sbagliato lo fa diminuire. Le palle che cadono in fondo allo schermo senza entrare in nessun contenitore non hanno effetti. Di tanto in tanto possono arrivare palle "arcobaleno", costituite da tutti i quattro colori possibili, che possono entrare indifferentemente in tutti i contenitori. Per completare un livello bisogna raggiungere lo specifico punteggio richiesto. Se si scende a -1000 punti si perde una vita. Ci sono in tutto venti livelli.
Avanzando di livello entrano in gioco anche i nemici, animaletti alieni che si aggirano sulle corsie e cercano di spostare le frecce o di divorare le palle. Il primo tipo che si incontra è una specie di polipo che cambia a caso le frecce, in seguito viene introdotto un mostro molto più resistente che può mangiare le palle. Il giocatore li può eliminare sparandogli (con il tasto destro del mouse su Amiga e Atari ST), ma le munizioni sono limitate. I mostri in particolare richiedono una quantità di colpi proibitiva, ma si possono eliminare direttamente facendoli raggiungere dalle palle arcobaleno.
Più avanti nei livelli vengono introdotti anche i contenitori che si scambiano di posto.
Non è necessario possedere separatamente l'AMOS o STOS BASIC per eseguire il gioco, ma è necessario se si desidera modificare il programma.

## Sviluppo

I programmatori della versione Amiga, Stefano Cecere e Claudio Greppi, in un'intervista a maggio 1991

Hypnotic Land venne realizzato da un gruppo italiano con grande esperienza di STOS BASIC, rapidamente trasferita anche all'AMOS BASIC, che era uscito di recente. Per gli sfondi vennero usate immagini DEGAS PI1 su Atari ST e immagini IFF su Amiga.
Era la seconda proposta di un'insolita collana di videogiochi in BASIC con codice aperto inizialmente soprannominati Brico-game (da bricolage, in riferimento alla possibilità di modifiche fai da te al programma), dopo Hockey pista, già pubblicato nel 1990. All'epoca erano disponibili anche molti programmi dilettantistici in pubblico dominio con codice aperto, ma secondo il titolare della Lindasoft i Brico-game commerciali si distinguevano per la grafica più professionale.
La critica comunque non fu molto entusiasta della grafica di Hypnotic Land.
Il gioco fu dichiaratamente ispirato da Klax, ma vennero ideate meccaniche nuove, in particolare per renderlo meno ripetitivo e meno compulsivo, più rilassante. Secondo gli sviluppatori, maggiore varietà venne data soprattutto con l'aggiunta dei nemici da combattere sparando.